# Národní památník De Soto
Národní památník De Soto leží v okrese Manatee 8 km západně od Bradentonu na Floridě. Památník připomíná přistání Hernanda de Sota v roce 1539 a první rozsáhlou organizovanou expedici Evropanů do oblasti dnešní jižní části Spojených států.
Památník o rozloze 11 hektarů se nachází v ústí řeky Manatee v Tampa Bay. Osmdesát procent oblasti, necelý jeden čtvereční kilometr, tvoří mangrovová bažina.

## Výprava De Sota

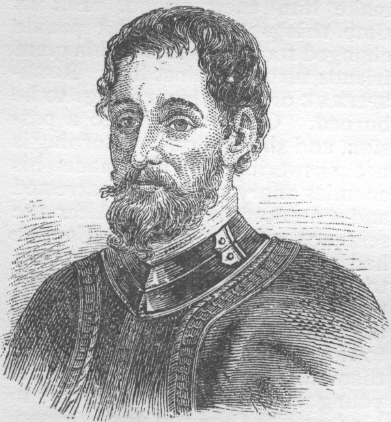
Hernando de Soto

V květnu 1539 přistála v oblasti Tampa Bay armáda s více než šesti sty vojáky v čele s Hernandem de Sotem. Připluli na devíti lodích naložených zásobami, které tvořilo dvě stě dvacet koní, stádo prasat, váleční psi, jedno dělo, muškety, vojenská výzbroj, nářadí a příděly pro vojáky. Připluli na rozkaz krále Karla V., který zněl plavit se na La Floridu a toto území „dobýt, osídlit a zpacifikovat“.
Během cesty dlouhé 6 400 kilometrů vojáci drancovali vesnice a zotročovali domorodé obyvatelstvo, aby jim sloužilo jako průvodci a nosiči. Výprava trvala čtyři roky a přišly při ní o život stovky lidí. Expedice navždy změnila tvář amerického jihovýchodu a způsobila, že Španělsko přehodnotilo svou roli v Novém světě. Expedice nepřinesla dobyvatelům ani zlato, ani jiné poklady. Jejím trvalým dědictvím zůstaly výpovědi navrátivších se vojáků, které popisují původní kultury a bohatství tohoto území.

## Historický význam

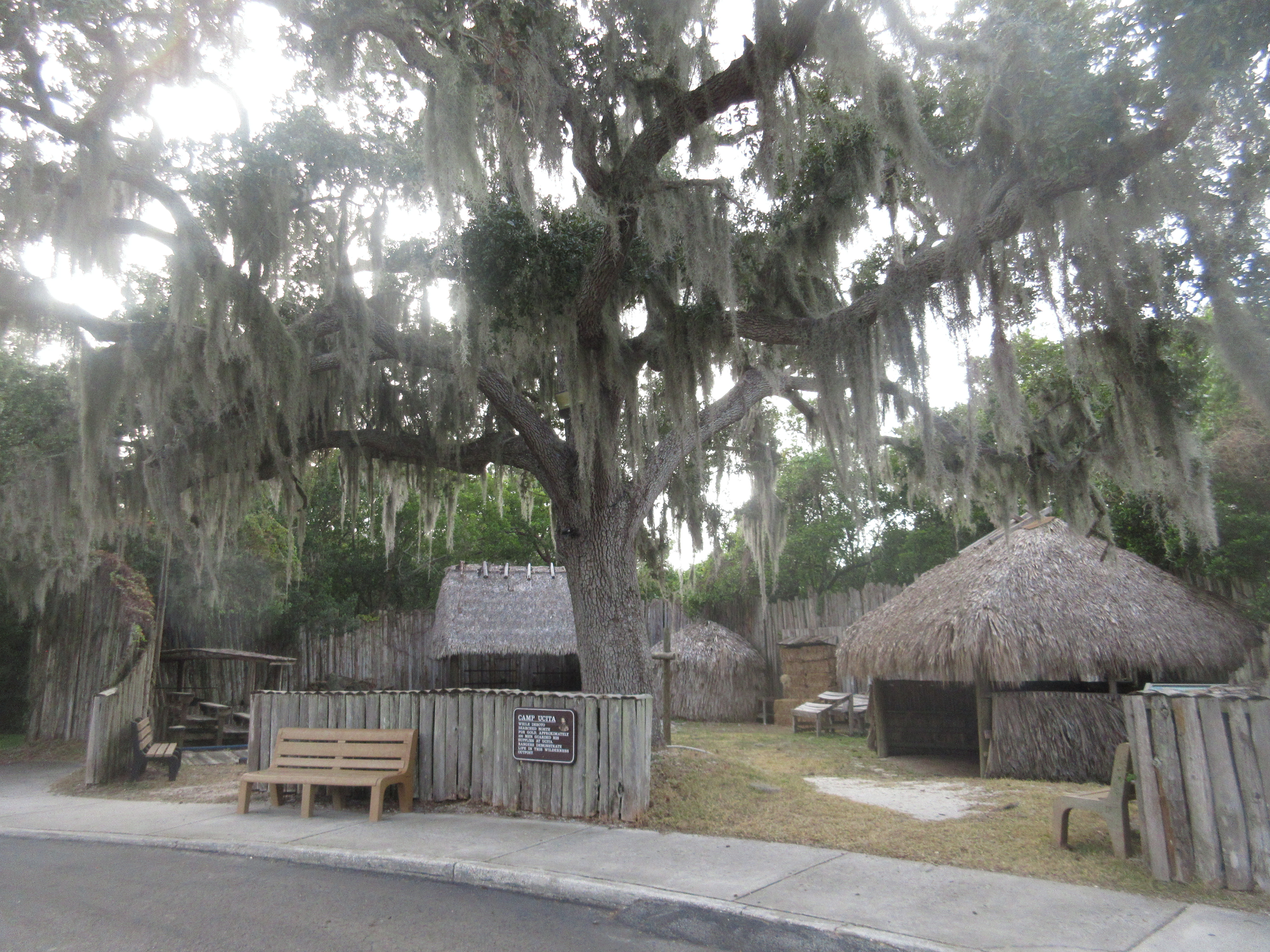
Rekonstruovaný tábor Ucita.

Národní památník byl zřízen 11. března 1948. Tak jako u všech ostatních historickýchi oblastí pod správou National Park Service byl památník zapsán do amerického národního registru historických míst, a to dne 15. října 1966, pod jménem Shaw's Point Archeological District.
Posláním památníku je zachovat kontroverzní příběh této expedice a interpretovat její význam v americké historii. Návštěvníci se mohou zúčastnit ukázek dobového způsobu života, vyzkoušet si vojenskou výzbroj nebo se projít po naučné stezce podobné těm, po kterých se přesouvali dobyvatelé téměř před pěti sty lety.

## Aktivity

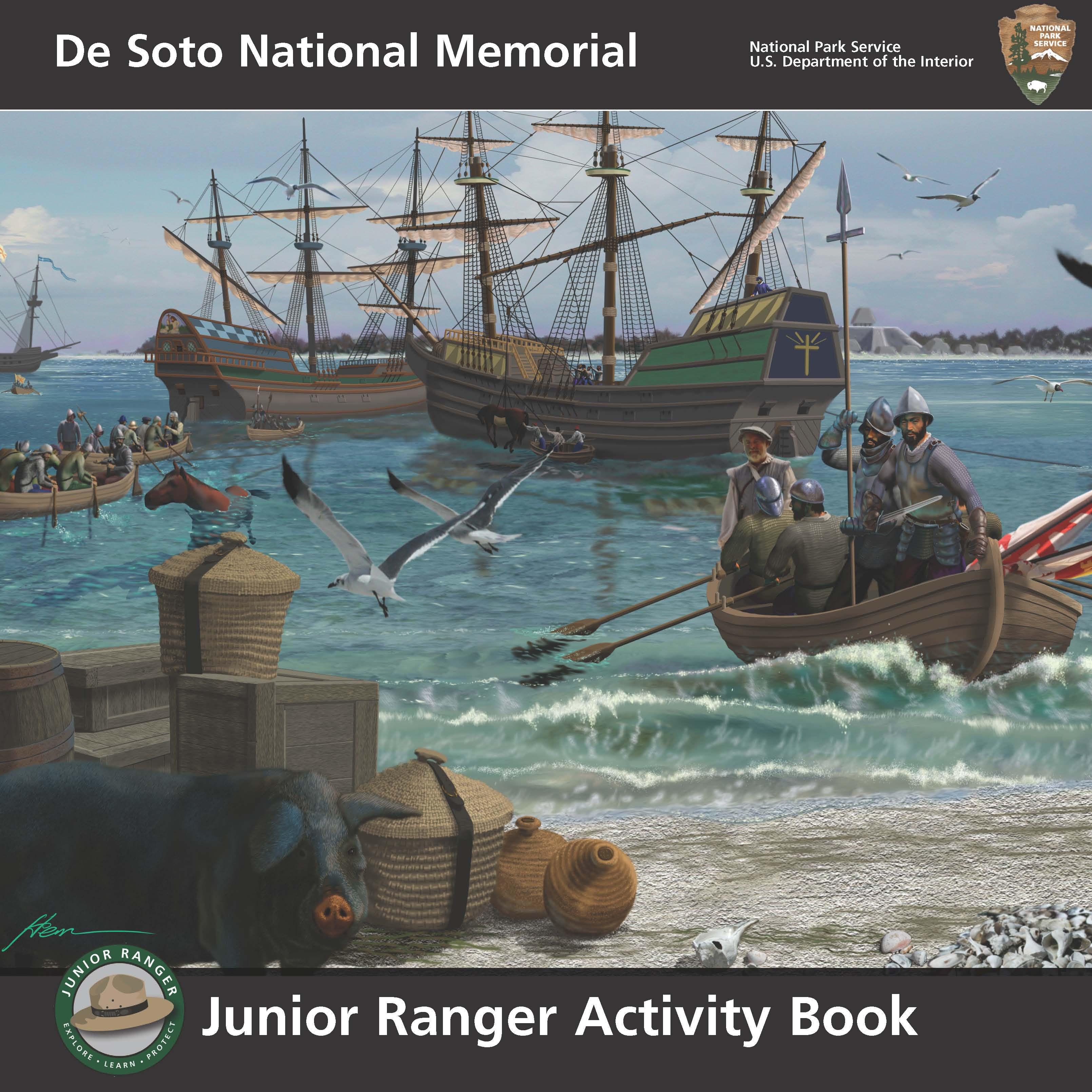
Sešitek mladého ochránce přírody

K exponátům v návštěvnickém centru patří historická výzbroj, zbraně ze 16. století a dobové artefakty. V kině se promítá film Hernando de Soto v Americe, pojednávající o De Sotově expedici a o domorodém obyvatelstvu v této oblasti. Je zde také knihkupectví.
Během chladnějších měsíců je v prostoru památníku otevřen historický tábor Uzita, kde se návštěvníci mohou seznámit s dobovým způsobem života v expedičním táboře. Sezóna končí v dubnu, kdy se předvádí přistání De Sotovy výpravy na plážích Tampa Bay.
Mezi další aktivity, které park nabízí, se řadí naučné stezky a procházky s průvodcem, rybaření, pozorování ptáků a možnost udělat si v parku piknik. Vstup do parku je zdarma.